# Perfect Day (film)
Perfect Day is een korte film met Laurel en Hardy uit 1929.

## Verhaal
Laurel en Hardy willen met hun vrouwen en oom Edgar een dagje picknicken. Allereerst belanden alle broodjes op de vloer, en dan verhindert een lekke band een vlot vertrek. Oom Edgars voet in het gips krijgt het ook zwaar te verduren: een dichtslaand portier, een bijtgraag hondje en een wiel van de auto treffen de pijnlijke voet. Telkens klinkt het "goodbye, goodbye" als groet naar de buren, maar de auto komt de straat niet uit. Aan het eind van de film slagen ze er toch in te vertrekken, maar op de hoek belanden ze in een met modder gevulde kuil en gaan ze kopje onder.

## Rolverdeling
| Acteur         | Personage     |
| -------------- | ------------- |
| Stan Laurel    | Stanley       |
| Oliver Hardy   | Ollie         |
| Edgar Kennedy  | Oom Edgar     |
| Kay Deslys     | Mrs. Hardy    |
| Isabelle Keith | Mrs. Laurel   |
| Baldwin Cooke  | buurman       |
| Lyle Tayo      | buurvrouw     |
| Harry Bernard  | overbuurman   |
| Clara Guiol    | overbuurvrouw |
| Charley Rogers | dominee       |

## Trivia
- Het internationale Laurel & Hardy genootschap Sons of the Desert heeft in diverse landen lokale afdelingen gevestigd, zogenaamde tenten, die zijn vernoemd naar films van Laurel en Hardy. Tent 13 is de Perfect Day-Tent en is gevestigd in Amsterdam. Dit was de eerste Europese tent van het genootschap.